# Балапан (Башкортостан)
Балапан (баш. Балапан) — деревня в Зилаирском районе Башкортостана России. Входит в состав Матраевского сельсовета.

## История
Деревня — одно из селений ялан-тунгауров (южных тунгауров), расположена на левом берегу р. Бузавлык, в юго-восточной части района. В исторических документах встречаются д. Булапанова, д. Балапанова, д. Балапаново.
Деревня известна со второй половины XVIII в.  В старинной записи, сохранившейся у жителя Халфитдина Зайнулловича Кильдигулова (1932 г. р.), говорится, что деревня основана человеком по имени Балапан, вышедшим из д. Ишимбет, на вотчине отцов и дедов по р. Бузавлык, куда раньше выезжали на летовку. Вместе с ним сюда переселились Кильдигул, Ярембет, Ярмухамет, Ярлыкап Ишембетовы, дети Назаргула и другие — всего 15 семей. Балапан свой дом основал на юге деревни, Кильдигул — на севере, Ярембет, Ярмухамет — на востоке, Ярлыкап — на западе. Деревня возникла в 1804 г. 
В д. Ишимбетово отмечены имена  первопоселенцев: сотник Ярлыкап Ишимбетов (1771 г.р.) и его сыновья Мухаметвали (20 лет), Амир (16 лет), Забир (4 лет); Ярымбет Ишимбетов (1787 г.р.) и его сын Ишбулат (3 года); Ярмухамет Ишимбетов (1790 г.р.); Килдегул Ишимбетов (1748—1812) и его сыновья Усман (33 года, его сын: Гайнулла, 2 года), Альмухамет (20 лет); и Бикмухамет Ишимбетов (1795—1813, погиб на войне с наполеоновской Францией.
В д. Ишимбетово в 1816 г. отмечены  Назаровы, упомянутые в рукописной истории аула: Султанбай (1776 г.р.), Султанмурат (1781 г.р.), Султангали (1796—1813, погиб на войне с наполеоновской Францией), Тимергали (1799 г.р.), Абдулгафар (1802 г.р.) Назаровы.
В 1859 году  д. Балапаново состояла из 27 дворов, в них проживали всего 219 человек (113 чел. м.п. и 106 чел. ж.п.). Во время IX ревизии (1850 г.) в ауле имелся 21 двор. Деревенским начальником служил Даут Сулейманов Юмагузин.
X ревизия (1859 г.) зафиксировала основателя деревни. Во дворе под № 10 отмечен Балапан (в документе: Булапан) Бикбаев Кутлуюлов. В 1850 г. он проживал здесь же, тогда ему был 71 год. Ревизия также отметила, что Балапан умер в 1857 г. В одном дворе с Балапаном отмечены его дети: сын Ибниамин (1820 г.р.), жена Базиха Ишмуллина (39 лет, умерла в 1860 г.), их сын Абдулхалик (1851 г.р.), дочери-близнецы Махубъямал (12 лет), Мархубъямал (12 лет), Сабиля (6 лет), Сарбия (3 года, умерла в 1861 г.); сын Юсуф (1812 г.р.), жена Алмабика Яикбаева (47 лет), дочь Магрифа (12 лет), сын Зайнигабдин Юсупов (1835 г.р.) жена Хамбар Абдулхаликова (24 года), дочери Забиля (3 года), Самига (2 года), сын Ишпулды (1854 г.р., умер в 1863 г.). Юсуфа, другие сыновья: Ишмулла (1851 г.р.) и Ишгали (1855 г.р.). Отдельным двором жил старший сын Балапана Тохфетулла (44 года), его жена Кутлубика Хусаинова (47 лет), дочери Мярхубъямал (19 лет), Махубъямал (10 лет), сыновья: Хамитулла (17 лет), Набиулла (5 лет). Отдельно жил другой сын Балапана Габдулзялил (37 лет, значит, 1822 г.р.), его жена Рабига Мухаметвалиева (34 года), дочь Хабибъямал (9 лет), сыновья: Сеитягафар (13 лет), Сайфульмулюк (1854 г.р.), Сафаргали (1856 г.р.), Муллахалит (1859 г.р.).
Переселение в Балапаново из д. Ишимбетово продолжалось и в последующие годы. В 1855 г. сюда была переселена семья Сулеймана Юмагузина Яхина (1790—1861). В его семье проживали: жена Юлдыбика Ишмурзина (29 лет), дочери Назифа (9 лет) и Сабиха (7 лет), сын Султангалий (21 год). В 1858 г. обратно в д. Ишимбетово была переселена семья Смагила Сандубаева Чуракаева (1821 г.р.).
Согласно шежере рода Тунгаур, родословная линия Балапана выглядит так: Тунгаур — Хаккулай — Мулкаман — Шикаман — Калкаман — Хакал — Кубуш — Кутлуюл. От Кутлуюла родились Бикбай и Ишимбет. От Бикбая родились Яналы и Балапан.
В «Ведомости вновь образованных Юртовых и сельских обществ из башкир Оренбургского уезда бывшего 3-го кантона Тангаурского юртового общества», составленной в 1863—1864 гг., д. Балапаново показана в составе Салимовского сельского общества, объединившего вокруг себя 6 деревень южных тунгауров: Салимова, Балапанова, Мухаметрахимова, Диньмухаметова, Абдулкаримова, Султантимирова. Население этих аулов занималось скотоводством и земледелием, при этом практиковало выезды на яйляу, о чем сказано в источнике: «кочевьем своим занимают местность прежде и ныне по речкам Козя-Таш до озера Асяу, Среднему Макану и Таналыку на протяжении 4-х верст вверх по течению от грани 4-го Усерганскаго общества и в вершинах р. Чертанлы-Узяк, занимая по длине всех кочевок пространства около 15 верст, а поперек около 8 верст, в окружности около 45 верст».
По сведениям 1866 г., в д. Балапаново Орского уезда 2-го стана при р. Бузавлук в 33 дворах проживало башкир 121 чел. мужчин, 83 чел. женщин . В 1890 г. в 37 дворах числились 216 чел. (119 мужчин и 97 женщин). В 1900 г. в д. Балапаново Тангауровской волости имелись 67 дворов с 250 жителями.
19 сентября 1919 г. в д. Балапаново 2-й Тангауровской волости Бурзян-Тангаурского кантона состоялось собрание жителей, где был создан сельский Совет. Председателем Балапановского сельского Совета был избран Ибрагим Максютов, заместителем Муллаян Бикбаев, секретарем Магадей Манапов, заведующим земельным отделом Нутфула Шахмуратов, заведующим продотделом Гайнулла Килдегулов, членами: Ахмадулла Такалов, Султанмурат Казнабаев.
В годы Гражданской войны произошло уменьшение числа дворов в деревне: к 1920 г. оно составило 55 дворов с населением 251 чел, к 1925 г. здесь насчитывалось всего лишь 27 хозяйств.  По материалам 1926 г., в деревне имелось 30 хозяйств, а в них проживал 131 житель. В другом архивном документе за тот же 1926 г. отмечено, что в д. Балапаново Тангауровской волости дворов 36, жителей 118 чел. В 1930 г. в ней насчитывалось 34 хозяйства и 149 душ.
С началом коллективизации в 1928—1929 гг. балапановцы  совместно с жителями д. Салимово организовали колхоз «Камыш-Узяк». В 1930 г. «Камыш-Узяк» и еще 3 колхоза были объединены в совхоз «Новый мир». Через полгода он распадается на прежние 4 колхоза. В 1937 г. деревня Балапаново Матраевского сельсовета отмечена в составе колхоза «Новый мир». В 1948 г. колхозы «Камыш-Узяк», «Суртан-Узяк», «Аксура» и «Новый мир» вновь составляют одно хозяйство — колхоз «Новый мир». В 1959 г. он был преобразован в зерносовхоз «Башкирский», который после развала СССР распался на несколько хозяйств.
Экономическое состояние некоторых крестьянских дворохозяйств в д. Балапаново за 1930 г.: в хозяйстве 55-летнего Хасана Ишимбетова имелись 5 лошадей, 6 голов крупнорогатого скота, 13 голов мелкорогатого скота, 1 плуг, 3 борти, 2 телеги,1 сепаратор, 4 десятины надельной земли, 1 косилка. У трудолюбивого, зажиточного Хасана была большая семья: две жены: Карима (45 лет) и Буляк (30 лет), сын Далха (18 лет), дочери: Ямлиха (8 лет), Ямиля (13 лет), Алима (3 года), Алифа (1 год), Шарифа (3 года), Кинйябика (1,5 года). Хорошо жила небольшая семья 30-летнего Агзама Ишимбетова, где отмечены его жена Кабида (25 лет) и сын Хурмат (4 года). В хозяйстве Агзама имелись 2 лошади, 3 головы крупнорогатого скота, 15 голов мелкорогатого скота, 1 плуг, 2 телеги, 1 сепаратор, 2 сенокосилки.
В административно-территориальном отношении д. Балапаново в 1919—1922 гг. относилась к Тангауровской волости Бурзян-Тангауровского кантона, в 1922—1930 гг. входила в состав вновь образованного Зилаирского кантона. После образования районов деревня относилась к Хайбуллинскому району, а в 1937 г. вошла в состав Матраевского сельского совета Матраевского района. С 1965 г. она находится в составе Матраевского сельского совета Зилаирского района.
В 1927—1928 гг. на месте своих старых летовок балапановцы основывают новую деревню Яйляу. В самой д. Балапаново, в основном, остались зажиточные жители, не вступившие в колхоз. В 1935—1937 гг. деревня насчитывала  6 дворов. Согласно данным 1937 г., в д. Балапаново Матраевского сельсовета Матраевского района проживал 31 мужчина., 13 из них были старше 18 лет. Деревня относилась к колхозу «Новый мир». В 1926 г. недалеко от деревень Яйляу и Балапаново, в районе старых летовок, на берегу небольшого озера, где берет начало речка Суртанлы-Узяк, образовалась еще одна новая деревня Суртан-Узяк. Её основатели — выходцы из д. Таштугай (Карим) 2-й Тангауровской волости, которая ныне входит в Хайбуллинский район.
По материалам 1939 г., в хуторе Балапаново Матраевского района проживали лишь 17 человек. По рассказу информатора Х. Кильдигулова, 5 мая 1939 г. оставшиеся жители 6 дворов д. Балапаново переселились в д. Яйляу. С этого момента д. Балапаново перестала существовать. 
Деревня Яйляу просуществовала недолго, в годы реформ Н. С. Хрущева она попала в число «неперспективных» и в 1958 г. её жители были вынуждены переселиться в соседнюю д. Суртан-Узяк. 
Возрождение д. Балапан произошло в 1964 г., когда здесь были построены животноводческая ферма совхоза «Башкирский» на 400 голов крупнорогатого скота, двухквартирные дома и созданы рабочие места, условия для жизни вновь вернувшимся жителям. Открылись начальная школа и клуб. В 2002 г. в деревне проживало 118 человек, в 2009 году 120 человек. Население сегодня трудится в дойном гурте совхоза «Башкортостан», на месторождении «Юбилейное». Среди современных балапановцев есть  фермеры. Один из них, Рашит Зиннатович Ибиканов. В д. Суртан-Узяк он организовал фермерское хозяйство, в котором также трудятся его родные братья Фарит и Альфарис Ибикановы. Все они прямые потомки Балапана, основателя аула.
В д. Балапан родились немало известных личностей. Среди них, Загидулла Муртазович Казнабаев, командир взвода и эскадрона 27-го Башкирского кавалерийского полка Отдельной Башкирской кавалерийской бригады под командованием Мусы Лутовича Муртазина. За проявленный в боях героизм Загидулла Казнабаев в 1921 г. согласно приказу реввоенсовета республики № 57 был награждён орденом Боевого Красного Знамени РСФСР. Жители деревни Шарифулла Сулейманов и Султансалим Ярмухаметов также воевали в башкирских войсках Заки Валидова.
В д. Балапан работала мусульманская школа — медресе, занятия в которой вел Исмагил хальфа Галимов, прибывший сюда из Западного Башкортостана.  Однако в документальных источниках за 1866 и 1900 гг. наличие мечети в д. Балапаново не зафиксировано. Возможно, занятия велись в одной из близлежащих тунгаурских деревень, где имелась мечеть: Диньмухаметово (Карагас) или Салимово (в . здесь была мечеть). Преподавание могло быть организовано и в доме учителя-хальфы. На старом кладбище д. Балапан находится могила Исмагила-хальфы, на которой до сих сохранился красиво обработанный надмогильный камень с надписями арабским шрифтом, памятник башкирской эпитафии XIX в. По словам информатора Х. Кильдигулова, камень был доставлен из Казани, еще при жизни Исмагила Галимова. На этом камне мы смогли прочитать следующие строки: «…Мулла Исмагил сын муллы Хаира скончался в 1891 году…».
Имеются данные об сыне Исмагила-хальфы Файзулле. Он и вышеупомянутый Ишимбетов Агзям в своё время были известными в Матраевском районе советскими и хозяйственными руководителями. Нами обнаружен документ, где указано: «Список кандидатур, утверждённый бюро РК ВКП(б), представленных к грамоте Верховного Совета БАССР. Галимов Файзулла Исмагилович, председатель сельского совета Матраевского района, 1891 г.р., башкир, беспартийный, образование низшее, директор; Ишембетов Агзям Ишмухаметович, 1893 г.р., башкир, кандидат в ВКП (б), образование низшее, председатель колхоза с 1939 г. На доске почета по случаю 25-летия БашАССР колхоз выполнил план на 100% по овцам, крупному рогатому скоту. Фронтовик.»
Внук Исмагила-хальфы Ямиль Файзуллович Галимов (родился в 1929 г. в с. Матраево) — инженер, известный ученый, доктор технических наук (1988), профессор (1990), Заслуженный деятель науки РБ (1992). Из д. Балапаново происходят корни Малика Хамитовича Балапанова, проректора по учебной работе Башгосуниверситета, доктора физико-математических наук, профессора, члена-корреспондента Российской Академии естественных наук.
В 1930-е годы немалое число жителей д. Балапан, в том числе и переселившиеся в дд. Яйляу, Ташкургы, Суртан-Узяк и др. населенные пункты, пострадали от сталинских репрессий. В числе репрессированных были Балапанов Лутфулла Иблиаминович (1874 г. р., неграмотный; беспартийный, колхозник колхоза «Камыш-Узяк», арестован 17.10. 1937 г., приговорён по ст. 19, 58-2 к лишению свободы на 10 лет. Реабилитирован 07. 02. 1958 г.); Балапанов Хужиахмет Ахметзянович (1905 г.р., неграмотный, б/п, тракторист Зилаирской МТС, арестован 14. 11. 1937 г., приговорён по ст. 19, 58-2 к лишению свободы на 10 лет, реабилитирован 11. 03. 1944 г.); Ярембетов Султансалим Амирханович (1874 г.р., проживал: Матраевский р-н, д. Ташкургы, приговорён в 1931 г., раскулачен); Казнабаев Загид Муртазович (1897 г.р., проживал в г. Баймак, образование начальное, член ВКП (б), работал инкассатором госбанка, арестован 05. 03. 1942 г., приговорён по ст. 58-10 к лишению свободы на 10 лет. Реабилитирован 12. 02. 1960 г.; Кильдигулов Шарифьян Абдуллич (1908 г. р.; неграмотный, б/п; бригадир колхоза «Суртан-Узяк», арестован 02. 11. 1937 г., приговорён по ст. 19, 58-2 к лишению свободы на 10 лет. Реабилитирован 07. 02. 1958 г.); Ишимбетов Хасан Ишмурзович (1868 г. р., неграмотный, б/п, колхозник колхоза «Суртан-Узяк», арестован 22. 10. 1937 г., приговорён по ст. 19, 58-2 к ВМН, расстрелян 27. 12. 1937 г. Реабилитирован 07. 02. 1958 г.); Казанбаев Мухаметгали Иргалиевич (1893 г.р., неграмотный, б/п, кузнец колхоза «Суртан-Узяк», арестован 2 ноября 1937 г., приговорён по ст. 19, 58-2 к лишению свободы на 10 лет. Реабилитирован 07. 02 1958 г.); Якшибаев Фатхулла Фаттахович, 1902 г.р, неграмотный; б/п; к-з «Суртан-Узяк», колхозник. Арестован 22 октября 1937 г., приговорён по ст. 19, 58-2 к лишению свободы на 10 лет. Реабилитирован 7 февраля 1958 г.
Балапановцы героически участвовали в Великой Отечественной войне. На фронтах погибли или пропали без вести: Балапанов Яхия Искужевич (1926—11.07.1944), Балапанов Ахмадулла Нутфуллович (1912—12.1943), Балапанов Валиахмет (1917—1942), Кильдигулов Ахметгали Зайнуллович (1923—1943) и др. Победителем вернулся Ишимбетов Хурмат Агзамович, 1925 г. р. На фронте воевал с 21 января 1943 г., младший сержант, награждён медалями «За отвагу», «За боевые заслуги», в 1944 г. получил легкое ранение в районе затылка.

## Население
| 2002 | 2009 | 2010 |
| ---- | ---- | ---- |
| 118  | ↗120 | ↘119 |

Национальный состав
Согласно переписи 2002 года, преобладающая национальность — башкиры (100 %).

## Географическое положение
Расстояние до:
- районного центра (Зилаир): 62 км,
- центра сельсовета (Матраево): 3 км,
- ближайшей железнодорожной станции (Сибай): 108 км.